# 沃克 (密歇根州)
沃克（英語：Walker）是一個位於美國密歇根州肯特縣的城市。

## 人口
根據2020年美國人口普查的數據，沃克的面積為65.12平方千米，當中陸地面積為63.66平方千米，而水域面積為1.46平方千米。當地共有人口25132人，而人口密度為每平方千米386人。